# 河西結心
河西 結心（かさい ゆうみ、2003年7月30日 - ）は、日本の歌手、アイドル、女優。女性アイドルグループつばきファクトリーのメンバー。
山梨県出身。アミューズを経て、アップフロントプロモーション所属。
2023年8月11日より「ホッケーアンバサダー」を務める。2024年3月より「やまなし大使」に就任。

## 略歴
2015年 - 2019年
- アミューズに所属し、小学6年生12月から中学3年生3月まで活動。

2021年
- 「ハロー!プロジェクト「Juice=Juice」「つばきファクトリー」合同新メンバーオーディション」に合格。
- 7月7日、八木栞、福田真琳、豫風瑠乃とともにつばきファクトリーに加入することが発表された。
- 11月17日、シングル「涙のヒロイン降板劇/ガラクタDIAMOND/約束・連絡・記念日」でつばきファクトリーとしてメジャーデビュー。

2022年
- 3月、地元山梨県の山梨県立白根高等学校を卒業。これまで仕事のたびに山梨から上京していたこともあって、学業と芸能の両立が大変で転校も考えていたが、周りの応援や配慮に支えられて地元の高校を卒業することができたという。
- 6月1日、北川莉央、伊勢鈴蘭とともに『週刊少年サンデー』（27号）の表紙・巻頭グラビアに掲載。漫画雑誌の表紙は初となる。

2023年
- 8月11日、公益社団法人日本ホッケー協会から「ホッケーアンバサダー」に起用されることが発表された。

2024年
- 2月14日、春日井製菓の商品「つぶグミ」の発売30周年を記念したハロー!プロジェクトとのコラボレーション企画として結成されたシャッフルユニット・GOODM!Xのメンバーとして、オリジナル楽曲「カモン・ミックス!」を配信リリース。
- 3月4日、山梨県の地域ブランド向上を目指す「やまなし大使」に就任したことを発表。これまでも観光大使を自称して目標にしていた。
- 4月4日、Instagramを開始。

## 人物
- メンバーカラーはパープル[16]。
- 血液型O型[3]。身長156.5 cm[17]。
- 趣味は踊る、寝る。好きな音楽ジャンルはJ-POP[3]。好物は固い桃、ラーメン、ハンバーグ[18]。
- 特技はチアダンス[10]。好きなスポーツはフィールドホッケー[19]。小学4年生から中学3年生まで6年間フィールドホッケーをやっていて[20]、ポジションはゴールキーパーだった[19]。高校時代には委員長やチアリーディング部のキャプテンを務めた[4]。
- 座右の銘は「七転び八起き」[3]。
- Peel the Appleの黒嵜菜々子とは小学6年生のときから仲が良い[21]。ハロー!プロジェクト以外のアイドルで、単独コンサートを観に行ったのはPeel the Appleが初めてだった[22]。
- 憧れの先輩は鈴木愛理（元℃-ute）[23]、工藤遥（元モーニング娘。）[24]。元々モーニング娘。やAKB48を真似て踊ったりしていたが、子役時代の中学生のときに実際に工藤とドラマ[25]で共演したことで、もっとハロー!プロジェクトの楽曲を聴いてみようと思うようになる。そしてコロナ禍で学校が休校になった際、YouTubeのおすすめから鈴木愛理の楽曲に触れ、その歌声に心を強く動かされたという。そんな折、地元で聴いていたラジオ番組『井上玲音のMusic Letters』（FM FUJI）でハロー!プロジェクトのオーディションが開催されることを知り、鈴木がいたハロー!プロジェクトだから挑戦してみたいと思い応募したという[4]。

## 出演

### テレビドラマ
- グッドパートナー 無敵の弁護士 第2話（2016年4月28日、テレビ朝日）
- やけに弁の立つ弁護士が学校でほえる 第2回・第3回（2018年4月28日・5月5日、NHK総合） - 磯村千尋 役
- 快盗戦隊ルパンレンジャーVS警察戦隊パトレンジャー 第12話「魔法の腕輪」（2018年4月29日、テレビ朝日） - 青山晴香 役[25]
- 山梨放送開局70周年記念特別ドラマ「ローカルアナのさがしもの」（2024年11月16日、山梨放送）

### テレビ
- やまなし調ベラーズ ててて!TV（2024年4月5日 - 、YBS山梨放送）[26]
- 秘密のケンミンSHOW 極（2025年7月17日、読売テレビ） - ゲスト出演

### ラジオ
- はみだし しゃべくりラジオ キックス（2023年5月18日 - 、YBSラジオ） - 木曜準レギュラー（月1回・「結心の やまなし、拍手かっさい！」コーナー担当）[27]

### CM
- 西湖いやしの里根場
  - ビジョンCM（2024年3月25日 - 4月14日、シンクロ7シブヤヒットビジョンにて）[28]
  - サイネージCM（2024年6月1日 - 2025年3月31日予定、第1ターミナル中央ビル本館1F Visitor Service Center 南側(一般エリア)にて）[29]

### ライブ
- RISA OGATA CONCERT「Coeur à coeur」（2022年10月・2023年5月、COTTON CLUB、8公演） - Support Dancer
  - RISA OGATA CONCERT 2022「Coeur à coeur」（2022年10月6日・11日、4公演）[30]
  - RISA OGATA CONCERT 2023「Coeur à coeur」（2023年5月29日・30日、4公演）[31]

### イベント
- 日本ホッケー協会設立100周年記念 ホッケー日本代表国際強化マッチ 始球式（2023年9月3日、大井ホッケー競技場メインピッチ）[20]
- ホッケー女子日本代表 さくらジャパン「SOMPO JAPAN CUP」ハーフタイムショー（2024年6月30日、大井ホッケー競技場）

## 所属グループ・ユニット
- つばきファクトリー（2021年 - ）
- シャッフルユニット
  - GOODM!X→GOODM!X PREMIUM（2024年 - ）